# Scila (pošast)
Scila (starogrško starogrško Σκύλλα: Skúlla, ali starogrško Σκύλλη: Skúllē) je v grški mitologiji pomorska pošast, Minosova hči, ki je prežala na pomorščake v prelivu. Živela je v votlini, na drugi strani pa Karibda.
Po Scili se imenuje asteroid 155 Scila (155 Scylla).